# Alpe Adria Football League 2013
L'Alpe Adria Football League 2013 è stata la 1ª edizione dell'omonimo torneo di football americano.
Ha avuto inizio il 6 aprile e si è conclusa il 29 giugno con la finale vinta per 19-12 dagli sloveni Maribor Generals sui croati Zagreb Raiders.
Gli incontri sono stati validi anche per i campionati sloveno e croato

## Squadre partecipanti
| Club             | Città    | Stadio | Sponsor ufficiale | Risultato nella stagione 2012 |
| ---------------- | -------- | ------ | ----------------- | ----------------------------- |
| Alp Devils       | Kranj    |        |                   |                               |
| Maribor Generals | Maribor  |        |                   | Vicecampioni di Slovenia      |
| Osijek Cannons   | Osijek   |        |                   |                               |
| Zagreb Raiders   | Zagabria |        |                   | Vicecampioni di Croazia       |
| Zagreb Thunder   | Zagabria |        |                   |                               |

## Stagione regolare

### Calendario

#### 1ª giornata
| 6 aprile 2013 | Alp Devils | 20 – 10 (0-7 13-0 0-3 7-0) | Zagreb Raiders |  |

#### 2ª giornata
| 13 aprile 2013 | Zagreb Raiders | 21 – 0 | Zagreb Thunder |  |

| Maribor 14 aprile 2013 | Maribor Generals | 35 – 6 | Alp Devils |  |

#### 3ª giornata
| 20 aprile 2013 | Zagreb Thunder | 33 – 6 | Osijek Cannons |  |

#### 4ª giornata
| Osijek 5 maggio 2013 | Osijek Cannons | 3 – 64 | Maribor Generals |  |

#### 5ª giornata
| 12 maggio 2013 | Zagreb Thunder | 7 – 18 | Alp Devils |  |

| Zagabria 12 maggio 2013 | Zagreb Raiders | 7 – 46 | Maribor Generals |  |

#### 6ª giornata
| 18 maggio 2013 | Zagreb Thunder | 0 – 35 | Zagreb Raiders |  |

| 18 maggio 2013 | Osijek Cannons | 10 – 47 | Alp Devils |  |

#### 7ª giornata
| Gunclje 1º giugno 2013 | Alp Devils | 21 – 14 | Maribor Generals |  |

| 2 giugno 2013 | Osijek Cannons | 0 – 50 | Zagreb Raiders |  |

#### 8ª giornata
| Maribor 1º giugno 2013 | Maribor Generals | 38 – 7 | Zagreb Thunder |  |

#### 9ª giornata
| 2 giugno 2013 | Zagreb Raiders | 35 – 0 | Osijek Cannons |  |

### Classifica
La classifica della regular season è la seguente:
- PCT = percentuale di vittorie, G = partite giocate, V = partite vinte, P = partite perse, PF = punti fatti, PS = punti subiti

#### Girone Nord
| Pos. | Squadra          | PCT   | G | V | P | PF  | PS |
| ---- | ---------------- | ----- | - | - | - | --- | -- |
| 1    | Maribor Generals | 0.800 | 5 | 4 | 1 | 197 | 44 |
| 2    | Alp Devils       | 0.800 | 5 | 4 | 1 | 112 | 76 |

#### Girone Sud
| Pos. | Squadra        | PCT   | G | V | P | PF  | PS  |
| ---- | -------------- | ----- | - | - | - | --- | --- |
| 1    | Zagreb Raiders | 0.667 | 6 | 4 | 2 | 158 | 66  |
| 2    | Zagreb Thunder | 0.200 | 5 | 1 | 4 | 47  | 118 |
| 3    | Osijek Cannons | 0.000 | 5 | 0 | 5 | 19  | 229 |

## Playoff

### Finale 3º - 4º posto
| 29 giugno 2013 | Alp Devils | 35 – 0 | Zagreb Thunder |  |

### Alpe Adria Bowl I
| 29 giugno 2013 | Zagreb Raiders | 12 – 19 | Maribor Generals |  |

## Verdetti
- Maribor Generals Campioni Alpe Adria Football League 2013